# Autoroute A0 (Algérie)
L'Autoroute des Hauts Plateaux est une autoroute de 1 020 km en construction en Algérie. Elle reliera Tebessa à El Aricha.

## Projet
Ce projet autoroutier structurant entre dans le cadre du schéma directeur routier et autoroutier 2015-2025 dans le but de désenclaver et relier entre elles les villes situées dans les régions des hauts plateaux de l'intérieur du pays, en parallèle à A2 et A3.
Il travers les wilayas de Tlemcen, Saïda, Tiaret, extrême sud de Médéa au niveau de  Boughezoul, M’sila, Batna, Oum El Bouaghi, Khenchela et Tébessa.
Le projet est décomposé en trois lots :
- Lot Ouest : Allant d'El Aricha à Tiaret, en passant par Saida sur 305 km.
- Lot Centre : Allant de Tiaret à Batna, en passant par Boughezoul et M'sila sur 495 km.
- Lot Est : Allant de Batna à Tébessa, en passant par Khenchela sur 220 km.

Douze voies rapides doivent relier l'autoroute des Hauts-Plateaux à l'autoroute Est-Ouest.

## Travaux
Les travaux du lot « Est » ont été lancés le 30 octobre 2014 près de Tazoult (Wilaya de Batna) par le ministre des Travaux Publics Abdelkader Kadi.
Il s'agit d'un premier tronçon de 102 km traversant les communes de Batna, Tazoult, Timgad, Taouzient, Kaïs, El Hamma et Khenchela, confié à des entreprises algériennes chapeautées par Cosider pour un délai de 18 mois. Le tronçon Khenchela - Batna est actuellement à l'arrêt total, pour des raisons encore inconnues.